# Larry Rivers
Larry Rivers, pseudonimo di Yitzroch Loiza Grossberg (Bronx, 17 agosto 1923 – New York, 14 agosto 2002), è stato un artista, musicista e regista statunitense.
Rivers fu musicista jazz, pittore, scultore, poeta, attore, regista, conferenziere, insegnante ed autore di documentari televisivi. Andy Warhol non nascose mai di essere stato influenzato dall'arte di Rivers, che definì fondamentale nello sviluppo della Pop art.

## Biografia
Yitzroch Loiza Grossberg nacque nel Bronx, figlio di ebrei immigrati dall'Ucraina, Samuel e Sonya Grossberg. Cambiò nome nel 1940, dopo essere stato presentato come "Larry Rivers and the Mudcats" in un pub di New York. Nella stessa città, dal 1940 al 1945 lavorò come sassofonista jazz, mentre negli anni 1945–46 studiò presso la scuola di musica Juilliard School insieme a Miles Davis e Charlie Parker.
Dopo la guerra sposò Augusta Burger, dalla quale ebbe un figlio e di cui adottò il figlio di primo letto; dopo il divorzio, nel corso degli anni, Rivers ebbe una serie di relazioni ed un secondo matrimonio, parimenti terminato con il divorzio, dal quale nacquero altre due figlie.
Rivers iniziò a dipingere nel 1945 e studiò presso la scuola di Hans Hofmann dagli anni 1947–48. Si laureò in arte presso l'Università di New York nel 1951, dove ebbe come maestro William Baziotes. In quel periodo Rivers conobbe Willem de Kooning, Jackson Pollock ed altri espressionisti astratti, dal cui stile pittorico venne influenzato. Come artista pop della New York School elevò a dignità artistica oggetti di utilizzo quotidiano appartenenti alla cultura popolare statunitense. Nel 1955 fu uno degli undici artisti newyorkesi coinvolti nell'esposizione presso la Terrain Gallery, centro fondato su basi filosofiche. All'inizio degli anni sessanta Rivers visse presso l'Hotel Chelsea, celebre per avere ospitato artisti quali Bob Dylan, Janis Joplin, Leonard Cohen, Arthur C. Clarke, Dylan Thomas, Sid Vicious, oltre a personalità collegate alla Factory  di Andy Warhol. Presso l'Hotel Chelsea, inoltre, Rivers ospitò numerosi amici francesi esponenti del Nouveau Réalisme fra cui Arman, Martial Raysse, Jean Tinguely, Niki de Saint Phalle, Christo, Daniel Spoerri, Alain Jacquet, e Yves Klein, che nell'aprile del 1961 vi redasse il proprio Manifeste de l'hôtel Chelsea. Alcuni fra questi artisti, e Rivers stesso, lasciarono diverse opere d'arte nell'atrio dell'hotel quale pagamento dell'alloggio.
Nel 1965 Rivers tenne la prima retrospettiva, comprendente 170 opere, che venne ripetuta in cinque importanti musei statunitensi. Per l'esposizione nell'ultimo di questi musei, il Jewish Museum di New York, preparò The History of the Russian Revolution: From Marx to Mayakovsky, che più tardi venne esposta permanentemente presso il Hirshhorn Museum and Sculpture Garden di Washington. Molti furono i soggetti trattati nelle sue opere, fra cui la matzah.

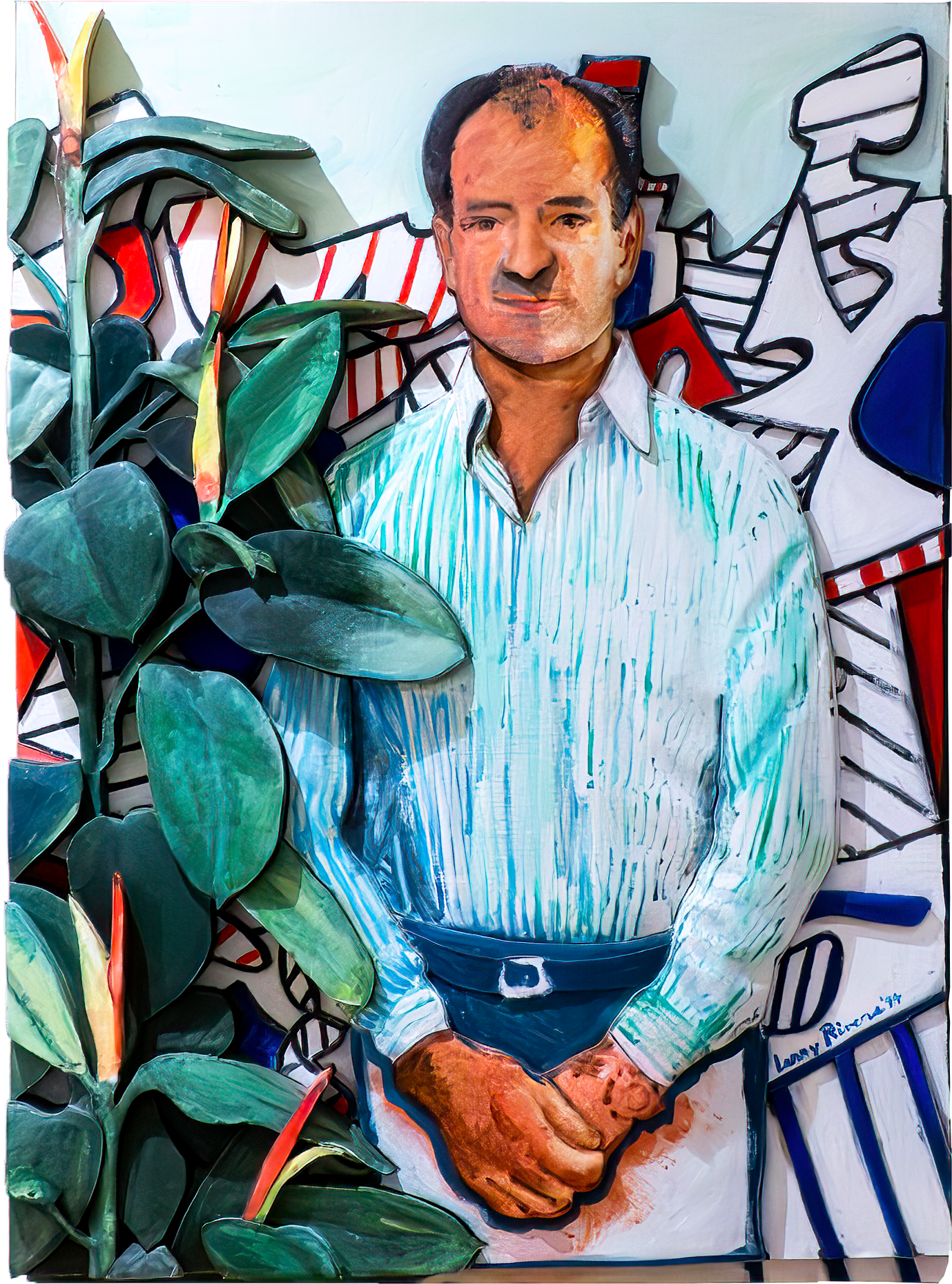
Carlo Bilotti con Dubuffet sullo sfondo - Larry Rivers, presso il Museo Carlo Bilotti a Roma

Nel corso del 1967 Rivers si recò nell'Africa centrale insieme a Pierre Gaisseau per girare il documentario Africa and I, terminato l'anno successivo, quando Rivers e Gaisseau rischiarono la vita perché sospettati di essere mercenari. Con Frank O'Hara, conosciuto nel 1950, Rivers ebbe varie occasioni di collaborazione, e fu infine l'autore dell'elogio funebre alla morte del poeta nel 1966, partecipando l'anno successivo alla mostra in suo onore presso il Museum of Modern Art.
Rivers allestì numerose esposizioni; in Europa partecipò a Documenta 6 nel 1979, facendo seguire una retrospettiva itinerante in Germania negli anni 1980-81. Alcune sue opere erano comprese anche nella mostra "Copier/Créer de Turner à Picasso, 300 Œuvres inspirées par les Maîtres du Louvre", organizzata al Louvre nel 1993. Nel 2002, poco prima di morire, Rivers organizzò una retrospettiva presso la Corcoran Gallery of Art di Washington.
Dopo la sua morte l'Università di New York acquistò per i propri archivi gli scambi epistolari ed altri documenti dalla Larry Rivers Foundation. Opere di Rivers sono esposte in numerosi musei, fra i quali l'Art Institute of Chicago, il Guggenheim, il Metropolitan Museum of Art, il MOMA, il Whitney Museum of American Art, il Museo Carlo Bilotti, la Corcoran Gallery of Art, la National Gallery of Art, la Tate Gallery.

## Rivers e l'arte contemporanea
"Fin dagli anni cinquanta sulla costa occidentale degli Stati Uniti gli artisti avevano introdotto nelle loro pratiche di collage e di assemblage spesso post-surrealiste un certo numero di oggetti quotidiani e triviali". Gli artisti esprimevano così il "desiderio di libertà e la loro volontà di rifondare l'arte", motivazioni che avrebbero trovato "un modo operativo" nella pratica del prelievo diretto di oggetti e nell'uso di materiali e di immagini di recupero. "Tale predominanza dell'oggetto reale nell'arte" accomunava "artisti estremamente diversi", che si esprimevano in contrasto "con le convinzioni artistiche dominanti": "mediante la supremazia accordata al reale, l'arte opta[va] per la vita a detrimento della storia". In questo contesto Larry Rivers inaugurò la strada del "riciclaggio dell'immagine dipingendo The Burial (1953) alla maniera dell'Enterrement à Ornans di Courbet".
In seguito "l'esposizione 'Bewogen Beweging', iniziata nel 1961 dallo Stedelijk Museum di Amsterdam sul tema del movimento dell'arte", riunì "per la prima volta in un museo un certo numero di nuoveaux réalistes francesi e diversi artisti americani, fra cui Jasper Johns, Robert Rauschenberg e Richard Stankiewicz". Nello stesso anno le "sedute di Tiri di Niki de Saint Phalle" concretizzarono "simbolicamente il legame tra gli artisti francesi e Jasper Johns e Robert Rauschenberg". In tale contesto e nel medesimo periodo Rivers realizzò un dipinto rotativo in collaborazione con Jean Tinguely.
Sempre interessato a sperimentare nuovi generi e differenti mezzi espressivi, Rivers realizzò di volta in volta sculture, video, dipinti con l'aerografo e con le bombolette spray. Talvolta si servì di mezzi espressivi diversi nella stessa opera. Sviluppò inoltre una formula per creare dipinti tridimensionali in rilievo e documentò tale tecnica in un video che intitolò Duck Farm. Uno dei suoi lavori tridimensionali fu selezionato per la mostra "Slittamenti", collegata all'edizione 1993 della Biennale di Venezia.